# Chapelle Saint-Nicolas d'Ottrott
Pour les articles homonymes, voir Chapelle Saint-Nicolas.
La chapelle Saint-Nicolas est une chapelle du XIIe siècle, monument historique, située à Ottrott dans le département français du Bas-Rhin.

## Localisation
Cette chapelle est située à Ottrott en Alsace.

## Historique
La chapelle Saint-Nicolas est construite vers la fin du XIIe siècle. 
Endommagée pendant la Guerre de Trente Ans, elle fait l'objet de réfections et d'aménagement du XVIIe au XIXe siècle. La décoration intérieure est refaite au XXe siècle.
L'édifice fait l'objet d'une inscription au titre des monuments historiques depuis 2000.